# FA Premier liga 2017./18.
FA Premier liga 2017./18. je bila 26. sezona Premier lige, najvišeg ranga engleskog klupskog nogometa, od svog osnutka 1992. godine. Započela je 11. kolovoza 2017., a završila 13. svibnja 2018. godine. Utakmice za 2017./18. sezonu su zakazane 14. lipnja 2017. Chelsea je bio branitelj naslova, dok su Newcastle United, Brighton & Hove Albion i Huddersfield Town bili promovirani iz EFL Championshipa sezonu ranije.
Manchester City osvojio je treći naslov u Premier ligi i ukupno peti naslov prvaka Engleske. Momčad je tijekom sezone oborila brojne rekorde Premier Lige, uključujući: najviše bodova (100), najviše pobjeda (32), najviše pobjeda u gostima (16), najviše golova (106), najviše uzastopnih pobjeda u ligi (18) te najveća gol-razlika (+79). Sva tri promovirana kluba izbjegla su ispadanje, prvi put od sezone 2011./12., a tek treći put u povjesti Premier lige.

## Timovi
Dvadeset momčadi natjecalo se u ligi - sedamnaest najboljih momčadi iz prethodne sezone i tri momčadi promovirane iz Championshipa. Promovirani timovi bili su Newcastle United, Brighton & Hove Albion i Huddersfield Town, koji su se vratili u prvu ligu nakon odsutnosti od jedne, trideset četiri i četrdeset pet godina. Te tri momčadi su zamijenile Hull City, Middlesbrough i Sunderland. Ovo je ujedno bila i prva sezona Brighton & Hove Albiona i Huddersfield Towna u Premier ligi.
| Momčad          | Grad           | Stadion                    | Kapacitet |
| --------------- | -------------- | -------------------------- | --------- |
| Arsenal         | London         | Emirates Stadium           | 59867     |
| Bournemouth     | Bournemouth    | Dean Court                 | 11360     |
| Brighton        | Brighton       | Falmer Stadium             | 30666     |
| Burnley         | Burnley        | Turf Moor                  | 21944     |
| Chelsea         | London         | Stamford Bridge            | 41631     |
| Crystal Palace  | London         | Selhurst Park              | 25456     |
| Everton         | Liverpool      | Goodison Park              | 39595     |
| Huddersfield    | Huddersfield   | Kirklees Stadium           | 24169     |
| Leicester City  | Leicester      | King Power Stadium         | 32273     |
| Liverpool       | Liverpool      | Anfield                    | 53394     |
| Manchester City | Manchester     | City of Manchester Stadium | 55017     |
| Manchester Utd  | Manchester     | Old Trafford               | 74994     |
| Newcastle       | Newcastle      | St James' Park             | 52354     |
| Southampton     | Southampton    | St Mary's Stadium          | 32384     |
| Stoke           | Stoke-on-Trent | Bet365 Stadium             | 30089     |
| Swansea         | Swansea        | Liberty Stadium            | 21088     |
| Tottenham       | London         | Wembley Stadium            | 90000     |
| Watford         | Watford        | Vicarage Road              | 21577     |
| West Brom       | West Bromwich  | The Hawthorns              | 26688     |
| West Ham        | London         | London Stadium             | 60000     |

## Poredak na kraju sezone
| #   | Momčad          | Ut. | Pob. | N. | Por. | G+  | G- | RG  | Bod. |                                                              |
| --- | --------------- | --- | ---- | -- | ---- | --- | -- | --- | ---- | ------------------------------------------------------------ |
| 1.  | Manchester City | 38  | 32   | 4  | 2    | 106 | 27 | +79 | 100  | Kvalificirali se izravno u grupnu fazu Lige prvaka           |
| 2.  | Manchester Utd  | 38  | 25   | 6  | 7    | 68  | 28 | +40 | 81   | Kvalificirali se izravno u grupnu fazu Lige prvaka           |
| 3.  | Tottenham       | 38  | 23   | 8  | 7    | 74  | 36 | +38 | 77   | Kvalificirali se izravno u grupnu fazu Lige prvaka           |
| 4.  | Liverpool       | 38  | 21   | 12 | 5    | 84  | 38 | +46 | 75   | Kvalificirali se izravno u grupnu fazu Lige prvaka           |
| 5.  | Chelsea         | 38  | 21   | 7  | 10   | 62  | 38 | +24 | 70   | Kvalificirali se izravno u grupnu fazu Europske lige         |
| 6.  | Arsenal         | 38  | 19   | 6  | 13   | 74  | 51 | +23 | 63   | Kvalificirali se izravno u grupnu fazu Europske lige         |
| 7.  | Burnley         | 38  | 14   | 12 | 12   | 36  | 39 | -3  | 54   | Kvalificirali se u drugo kolo kvalifikacija za Europsku ligu |
| 8.  | Everton         | 38  | 13   | 10 | 15   | 44  | 58 | -14 | 49   |                                                              |
| 9.  | Leicester City  | 38  | 12   | 11 | 15   | 56  | 60 | -4  | 47   |                                                              |
| 10. | Newcastle       | 38  | 12   | 8  | 18   | 39  | 47 | -8  | 44   |                                                              |
| 11. | Crystal Palace  | 38  | 11   | 11 | 16   | 45  | 55 | -10 | 44   |                                                              |
| 12. | Bournemouth     | 38  | 11   | 11 | 16   | 45  | 61 | -16 | 44   |                                                              |
| 13. | West Ham        | 38  | 10   | 12 | 16   | 48  | 68 | -20 | 42   |                                                              |
| 14. | Watford         | 38  | 11   | 8  | 19   | 44  | 64 | -20 | 41   |                                                              |
| 15. | Brighton        | 38  | 9    | 13 | 16   | 34  | 54 | -20 | 40   |                                                              |
| 16. | Huddersfield    | 38  | 9    | 10 | 19   | 28  | 58 | -30 | 37   |                                                              |
| 17. | Southampton     | 38  | 7    | 15 | 16   | 37  | 56 | -19 | 36   |                                                              |
| 18. | Swansea         | 38  | 8    | 9  | 21   | 28  | 56 | -28 | 33   | Ispali u Championship                                        |
| 19. | Stoke City      | 38  | 7    | 12 | 19   | 35  | 68 | -33 | 33   | Ispali u Championship                                        |
| 20. | West Brom       | 38  | 6    | 13 | 19   | 31  | 56 | -25 | 31   | Ispali u Championship                                        |

## Statistike
Najbolji strijelci
| Poz. | Igrač               | Klub                   | Golovi |
| ---- | ------------------- | ---------------------- | ------ |
| 1    | Mohamed Salah       | Liverpool              | 32     |
| 2    | Harry Kane          | Tottenham Hotspur      | 30     |
| 3    | Sergio Agüero       | Manchester City        | 21     |
| 4    | Jamie Vardy         | Leicester City         | 20     |
| 5    | Raheem Sterling     | Manchester City        | 18     |
| 6    | Romelu Lukaku       | Manchester United      | 16     |
| 7    | Roberto Firmino     | Liverpool              | 15     |
| 8    | Alexandre Lacazette | Arsenal                | 14     |
| 9    | Gabriel Jesus       | Manchester City        | 13     |
| 10   | Eden Hazard         | Chelsea                | 12     |
| 10   | Riyad Mahrez        | Leicester City         | 12     |
| 10   | Glenn Murray        | Brighton & Hove Albion | 12     |
| 10   | Son Heung-min       | Tottenham Hotspur      | 12     |

Najbolji asistenti
| Poz. | Igrač             | Klub                      | Asistencije |
| ---- | ----------------- | ------------------------- | ----------- |
| 1    | Kevin De Bruyne   | Manchester City           | 16          |
| 2    | Leroy Sané        | Manchester City           | 15          |
| 3    | David Silva       | Manchester City           | 11          |
| 3    | Raheem Sterling   | Manchester City           | 11          |
| 5    | Dele Alli         | Tottenham                 | 10          |
| 5    | Christian Eriksen | Tottenham                 | 10          |
| 5    | Mohamed Salah     | Liverpool                 | 10          |
| 5    | Paul Pogba        | Manchester United         | 10          |
| 5    | Riyad Mahrez      | Leicester City            | 10          |
| 10   | Henrih Mhitarjan  | Manchester United/Arsenal | 9           |

## Nagrade
| Nagrada                      | Osvajač        | Klub            |
| ---------------------------- | -------------- | --------------- |
| Menadžer sezone Premier lige | Pep Guardiola  | Manchester City |
| Igrač sezone Premier lige    | Mohamed Salah  | Liverpool       |
| Gol sezone Premier lige      | Sofiane Boufal | Southampton     |
| PFA igrač sezone             | Mohamed Salah  | Liverpool       |
| PFA Mladi igrač sezone       | Leroy Sané     | Manchester City |

## Momčad sezone (u formaciji 4–3–3)
| Golman    | David de Gea (Manchester Utd) | David de Gea (Manchester Utd) | David de Gea (Manchester Utd) | David de Gea (Manchester Utd)      | David de Gea (Manchester Utd)      | David de Gea (Manchester Utd)      | David de Gea (Manchester Utd)     | David de Gea (Manchester Utd)     | David de Gea (Manchester Utd)   | David de Gea (Manchester Utd)   | David de Gea (Manchester Utd)   | David de Gea (Manchester Utd)   |
| Obrana    | Kyle Walker (Manchester City) | Kyle Walker (Manchester City) | Kyle Walker (Manchester City) | Nicolás Otamendi (Manchester City) | Nicolás Otamendi (Manchester City) | Nicolás Otamendi (Manchester City) | Jan Vertonghen (Tottenham)        | Jan Vertonghen (Tottenham)        | Jan Vertonghen (Tottenham)      | Marcos Alonso (Chelsea)         | Marcos Alonso (Chelsea)         | Marcos Alonso (Chelsea)         |
| Vezni red | Christian Eriksen (Tottenham) | Christian Eriksen (Tottenham) | Christian Eriksen (Tottenham) | Christian Eriksen (Tottenham)      | Kevin De Bruyne (Manchester City)  | Kevin De Bruyne (Manchester City)  | Kevin De Bruyne (Manchester City) | Kevin De Bruyne (Manchester City) | David Silva (Manchester City)   | David Silva (Manchester City)   | David Silva (Manchester City)   | David Silva (Manchester City)   |
| Napad     | Mohamed Salah (Liverpool)     | Mohamed Salah (Liverpool)     | Mohamed Salah (Liverpool)     | Mohamed Salah (Liverpool)          | Harry Kane (Tottenham)             | Harry Kane (Tottenham)             | Harry Kane (Tottenham)            | Harry Kane (Tottenham)            | Sergio Agüero (Manchester City) | Sergio Agüero (Manchester City) | Sergio Agüero (Manchester City) | Sergio Agüero (Manchester City) |